# Pascual Poblete

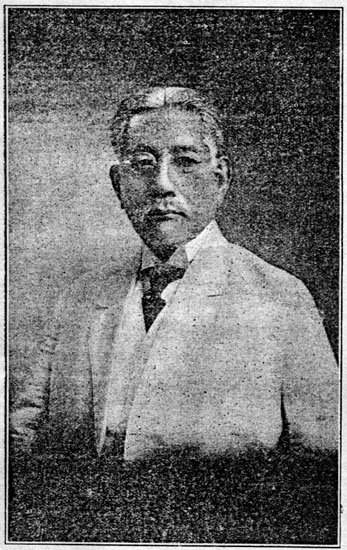
Pascual Poblete

Pascual Hicaro Poblete (Naic, 17 mei 1857 - Manilla, 5 februari 1921) was een Filipijns journalist en schrijver.

## Biografie
Pascual Poblete werd geboren als Pascual Hicaro op 17 mei 1857 in Naic in de Filipijnse provincie Cavite. Later nam hij de achternaam van zijn moeder aan. Zijn ouders waren Francisco Hicaro en Maria Poblete. Na het behalen van een Bachelor of Arts-diploma aan het Liceo de Manila, werkte hij als journalist voor La Oceania Española. Tien jaar lang schreef Poblete columns en essays voor deze krant. In 1882 richtte hij samen met Marcelo del Pilar Diariong Tagalog op, waarbij Poblete de leiding had over de Tagalog sectie. In 1888 bracht hij Revista Popular de Filipinas uit, met veel artikelen van Del Pilar. Tevens was hij redacteur van Revista Catolica de Filipinas. Ook begon hij in 1890 met de patriottische krant El Resumen. In januari 1891 publiceerde Poblete El Bello Sexo en in januari 1893 El Hogar. In 1896 was Poblete hoofdredacteur van Ang Pliegong Tagalog.
Na de uitbraak van de Filipijnse Revolutie werd Poblete gearresteerd en veroordeeld tot ballingschap. Hij werd samen met Isabelo de los Reyes en Restituto Javier op een schip gezet naar San Sebastián de la Gomera. Ook in Spanje was hij actief als journalist voor diverse kranten. Na het einde van het Spaanse koloniale bewind keerde hij terug in de Filipijnen en hervatte hij zijn activiteiten als journalist. Ook schreef hij diverse zarzuelas en toneelstukken. Tevens was hij oprichter en redacteur van enkele kranten.
In 1909 bracht hij een vertaling uit van Noli Me Tangere van Jose Rizal en in 1913 volgde Dia Filipino, een boek met daarin veel van Rizal's stukken. Hij schreef ook een toneelstuk El Amor Patrio, dat door de Amerikanen werd verboden. Hij werd aangeklaagd maar uiteindelijk door de rechtbank niet veroordeeld tot gevangenschap.
Poblete was ook betrokken bij de oprichting van de Iglesia Filipina Independiente, de Nacionalista Party en de eerste vakbond van de Filipijnen.
Poblete overleed in 1921 op 73-jarige leeftijd aan de gevolgen van een hartaanval.